# フアン・フランシスコ・フエンテス・サモラ
フアン・フランシスコ・フエンテス・サモラ（Juan Francisco Fuentes Zamora, 1979年9月12日 - ）は、スペイン・ムルシア州ムルシア出身のフットサル指導者。

## 経歴
スペインのムルシア州ムルシア出身。ムルシア・カトリック大学卒業。
2005年から2013年まではスペインのエルポソ・ムルシアFSトップチームでアシスタントコーチを務め、セカンドチームであるエルポソ・シウダ・デ・ムルシアで監督を務めた。プリメーラ・ディビシオンに所属するトップチームでは、2005-06シーズンと2006-07シーズンと2008-09シーズンと2009-10シーズンの4度、コパ・デ・エスパーニャでは2008年と2010年の2度優勝している。
2014年にはクウェートのカーズマSCの監督に就任し、2014-15シーズンにはクウェート・フットサルリーグで優勝した。2015年から2016年にはイタリアのセリエA1のルパレンセ・カルチョを指揮した。
2017年にはベルギーのFPハーレ・ゴーイクの監督に就任し、2017-18シーズンにはベルギー・フットサル・ディビジョン1とベルギーカップで優勝した。2017-18シーズンと2018-19シーズンにはUEFAフットサルチャンピオンズリーグにも出場し、いずれの大会もベスト16となっている。
2019年4月1日にはFリーグの名古屋オーシャンズの監督に就任した。2019年にはAFCフットサルクラブ選手権で優勝した。

## 指導クラブ
- 2005-2013  エルポソ・シウダ・デ・ムルシア（英語版）
- 2014-2015  カーズマSC
- 2015-2016  ルパレンセ・カルチョ
- 2016-2017  アクア・サポネ・カルチョ（英語版）
- 2017-2019  FPハーレ・ゴーイク（イタリア語版）
- 2019-  名古屋オーシャンズ

## タイトル
カーズマSC
- クウェート・フットサルリーグ（英語版） : 2014-15

 FPハーレ・ゴーイク
- ベルギー・フットサル・ディビジョン1（英語版） : 2017-18
- ベルギー・フットサル・ディビジョン1（英語版）最優秀監督賞 : 2017-18
- ベルギーカップ : 2017-18

 名古屋オーシャンズ
- Fリーグ オーシャンカップ : 2019, 2022
- Fリーグ : 2019-20, 2020-21, 2021-22
- AFCフットサルクラブ選手権 : 2019